# Sugambrové

Římská Galie a Germánie kolem roku 70. n. l.

Sugambrové (jiné názvy: Sugambri, Sikambri, Sygambri, Sigambri; lat. Sigambri, Sygambri, Sicambri, Sugambri; řecký οἱ Σύγαμβροι - mj. Sygambroi) byl západogermánský kmen, který původně pocházel z oblasti dolního Rýna nebo z oblasti mezi řekami Rýn a Lippe, a který byl během panování císaře Tiberia v roce 7 před Kr. zcela nebo zčásti přesídlen z levého břehu Mázy (Meuse) do oblasti kmene „Sunuci“. Strabón počítal Sugambry spolu s Kimbry do téže kmenové skupiny, která se usídlila mezi Rýnem a Baltským mořem. Sugambrové byli prý prvním germánským kmenovým svazem, který měl krále.

## Známé dějiny
Původ kmene není definitivně objasněn. Kolem 55 před Kr. je o nich zmínka, protože Sugambrové u sebe přijali Římany podrobené kmeny Usipetů (Usipů) a Tenkterů a odmítali je Římanům vydat odvolávajíce se na rýnskou hranici.
V roce 53 před Kr. napadli římský vojenský tábor u „Atuatuca“, který byl pod vojenským velením Quinta Tullia Cicera.
V roce 16 před Kr. Sugambrové, Usipeti a Tenkterové pobili Římany v Germánii na pravém břehu Rýna, poté společně provedli nájezd do Galie, aby ji plenili a porazili římské vojsko místodržícího Marca Lollia, které je pronásledovalo, včetně V. legie (clades Lolliana). Tato porážka byla nesporně těžkým úderem Augustově císařské prestiži. Germáni se pak vyhýbali vzájemné roztržce a uzavřeli (zdánlivý) mír.
Legionářský tábor „Vetera“ kontroloval přes ústí řeky Lippe sídliště Sugambrů, Brukterů, Tenkterů a Usipetů na pravém břehu Rýna. Útoky v Galii měla na svědomí právě tato etnika. Přes údolí řeky Lippe vedlo spojení tábora „Vetera“ se zátokou Westfälische Bucht.
Sugambrové pod velením svého krále Maela (nebo Mela) a se spřátelenými Tenktery a Usipety vpadli v roce 12 před Kr. znovu do Galie, když tam vznikly v důsledku prvního provinčního sčítání lidu velké nepokoje. Drusus s povolaným vojskem vytlačil vetřelce zpět a začal na druhém břehu Rýna bezprostředně po 1. srpnu roku 12 před Kr. trestnou výpravu. Začátek pochodu byl z dolnorýnské oblasti a směřoval nejprve do země Usipetů (jihovýchod dnešní provincie Gelderland), pak proti Sugambrům sídlícím mezi Lippe a Rýnem (jež Strabón označil jako příčinu války).
Konečné podmanění Sugambrů dosáhl však Tiberius v roce 7 před Kr., který části kmene na levé straně Rýna přesídlil přibližně do kraje kmene „Sunuci“. Založili si sídlo v okolí Xantenu, ze kterého vzešla „Colonia Ulpia Traiana“. Deudorixe, synovce bývalého krále Maela, v roce 17 po Kr. vedli jako zajatce v Germanicově triumfu v Římě.
Jméno Sugambrů se zachovalo v pozdější kmenové tradici Franků. Jako „udatný Sugambr“ byl například při svém křtu označen Chlodvík I. biskupem z Remeše.

## Lokalizace kmene
Existuje názor, že Sugambrové byli Tacitem zmiňovaní Gambriviové, což byl kmen, který s spolu s Marsi, Svéby a „Vandaly“ tvrdil, že pochází od boha Manna. Plinius starší zapsal, že tento kmen sídlil přímo na Rýně, zatímco Strabón je spolu s Cherusky a Chatty lokalizoval na řece Vesera (Weser). Vedle toho existuje názor, že Marsové jsou shodní s Sugambry, kteří se nezúčastnili přesídlení na levý břeh Rýna.

## Význam pojmenování kmene
Zachovalo se několik podoby zápisu jména kmene, a to například „Sugambri“, „Sygambri“, „Sigambri“, „Sugambroi“, „Sugumbri“, „Sucambri“ a „Sycambres“. Toto ztěžuje přesný etymologický výklad jména, ale obvykle se ve slovech Sugambri a Gambrivii vidí společný germánský slovní kořen „*Gambro“, který znamená „silný, aktivní, horlivý“. Vedle toho existují i výklady jména z keltštiny, např. z kořene „*cam“. „Su“ je častá keltská předpona s významem „dobrý“ nebo „silný“. Spojování jména Sugambrové s regiony Sauerland, Siegerland nebo řekou Sieg je čistě spekulativní.

## Známí členové kmene
Někteří Sugumbrové se jmenovitě zmiňují ve zprávě císaře Augusta i Strabona: „Mael“, král nebo kníže Sugambrů, pod jehož velením pronikli v roce 12 do Galie, dále jeho bratr „Baitorix“ a jeho syn „Deudorix“.